# Hemiclepsis quadrata
Hemiclepsis quadrata (П'явка квадратна) — вид п'явок роду Hemiclepsis родини Пласкі п'явки. Синонім — Batracobdella quadrata.

## Опис
Загальна довжина сягає 12—15 мм. Є 3 пари очей: 1 пара — маленька, розташовані близько один до одного, 2 і 3 пара — широкі очі, розташовані на значні відстані між собою, утворюючи своєрідний квадрат. Звідси походить назва цієї п'явки. Слинні залози розташовано з боків голови. Тіло струнке, має позаду конічну форму. Передня присоска округла, чітка відділена від тіла. Задня присоска більша за ширину тіла наполовину. Поверхня тіла гладенька. Сенсорні сосочки відносно великі у діаметрі. Гонопори розділено 2 кільцями (у самця біля 11 або 12 сегменту, у самиці, біля 12). Має 10 пар сегментарних міжечків (дивертикул) воло, репродуктивні апарати у самця і самиці маленькі.
Спина яскраво-зелена з коричневим відтінком. Черево є світло-зеленим з коричневим і жовтим кольором з боків. Хроматофори на голові темно-зелені.

## Спосіб життя
Воліє до стоячих водойм та річок з повільною течією. Є ектопаразитом, що живиться кров'ю земноводних. Часто відпочиває після споживання їжі на водяних рослинах.

## Розповсюдження
Поширена в Африці: від Ефіопії до ПАР.